# Pierpaolo Ficara
Pierpaolo Ficara (Siracusa, Sicília, 16 de febrer de 1992) és un ciclista italià, professional des del 2016. Actualment milita a l'equip Amore & Vita-Selle SMP.

## Palmarès
- 2014
  - 1r al Trofeu SC Corsanico
- 2015
  - 1r a la Coppa Penna
  - 1r al Gran Premi Ciutat de Montegranaro
  - 1r al Gran Premi Colli Rovescalesi
  - 1r al Trofeu Rigoberto Lamonica
  - 1r al Trofeu Festa Patronale
- 2017
  - 1r al Fenkel Northern Redsea
  - Vencedor d'una etapa a la Volta a Albània
  - Vencedor d'una etapa al Tour del Jura